# Юрген фон Кампц
Юрген фон Кампц (нім. Jürgen von Kamptz; 11 серпня 1891, Аурих — 12 серпня 1954, Борнгайм) — німецький офіцер, один з керівників поліції Третього Рейху, обергрупенфюрер СС і генерал поліції. Кавалер Німецького хреста в сріблі.

## Біографія
8 червня 1912 року вступив на службу в 64-й (8-й бранденбурзький) піхотний полк. Учасник Першої світової війни. 31 січня 1920 року демобілізувався і вступив на службу в поліцію. В 1927 році переведений в сільську жандармерію, 10 червня 1929 року — в жандармерію. 1 серпня 1932 року вступив в НСДАП (квиток №1 258 905) і тільки 12 березня 1938 року — в СС (посвідчення №292 714). З вересня 1933 року — референт відділу поліції прусського Міністерства внутрішніх справ. У квітні 1936 року відвідав Париж і Лондон для ознайомлення з роботою місцевої поліції. В червні 1936 року призначений генерал-інспектором жандармерії і муніципальної поліції в Головному управлінні поліції порядку. З квітня 1937 року — командир охоронної поліції Берліна.
В травні 1939 року був призначений командувачем поліцією порядку в імперському протектораті Богемії і Моравії, але 20 квітня 1941 року знову відкликаний до Берліна на старий пост генерал-інспектора жандармерії. У травні 1943 року направлений в Осло командувачем поліції порядку в Норвегії. З вересня 1943 року і до кінця війни займав пост командувача поліцією порядку при Верховному командувачі СС і поліції в Італії Карлові Вольфові (зі штаб-квартирою в Вероні), одночасно очолював антипартизанський штаб (в квітні 1944 року Кампцу були підпорядковані всі антипартизанські поліцейські підрозділи). Керував проведенням антипартизанських операцій в Північній Італії: тільки в ході операції в червні-липні 1944 року підлеглими Кампца були вбиті 1380 і захоплені в полон 5300 партизан, при цьому свої втрати склали 44 вбитих, 110 поранених і 5 зниклих без вісти. У квітні 1945 року також був призначений командувачем військами в районі Ізонцо, а в самому кінці війни під його командуванням було сформовано групу «Кампц». 29 квітня 1945 року взятий в полон британськими військами. В жовтні 1947 року звільнений.

## Звання
- Фенріх (8 червня 1912)
- Лейтенант (17 лютого 1914)
- Оберлейтенант запасу (31 січня 1920)
- Оберлейтенант поліції (20 червня 1921)
- Гауптман поліції (29 липня 1923)
- Майор поліції (23 грудня 1929)
- Оберстлейтенант поліції (27 вересня 1933)
- Оберст жандармерії (9 серпня 1934)
- Генерал-майор жандармерії (1 квітня 1936)
- Генерал-майор поліції (17 червня 1936)
- Оберфюрер СС (12 березня 1938)
- Бригадефюрер СС (20 квітня 1939)
- Генерал-лейтенант поліції запасу (20 квітня 1939)
- Генерал-лейтенант поліції (1 липня 1940)
- Групенфюрер СС (9 листопада 1940)
- Обергрупенфюрер СС і генерал поліції (1 серпня 1944)

## Нагороди
- Залізний хрест 2-го і 1-го класу
- Хрест «За військові заслуги» (Мекленбург-Шверін) 2-го класу
- Нагрудний знак «За поранення» в золоті
- Німецький кінний знак в сріблі
- Почесний хрест ветерана війни з мечами
- Пам'ятна військова медаль (Угорщина) з мечами
- Пам'ятна військова медаль (Австрія) з мечами
- Медаль за участь у Європейській війні (1915—1918) з мечами (Третє Болгарське царство)
- Німецький Олімпійський знак 1-го класу
- Медаль «За вислугу років у поліції» 3-го, 2-го і 1-го ступеня (25 років)
- Медаль «У пам'ять 13 березня 1938 року»
- Медаль «У пам'ять 1 жовтня 1938» із застібкою «Празький град»
- Цивільний знак СС (№164 273)
- Почесний кут старих бійців
- Йольський свічник
- Кільце «Мертва голова»
- Почесна шпага рейхсфюрера СС
- Хрест Воєнних заслуг
  - 2-го класу
  - 2-го класу з мечами
  - 1-го класу з мечами
- Застібка до Залізного хреста 2-го і 1-го класу
- Орден Корони Італії, великий офіцерський хрест
- Орден Заслуг (Угорщина), командорський хрест із зіркою
- Німецький хрест в сріблі (7 лютого 1945) — представлений Генріхом Гіммлером за успішні антипартизанські операції.